# فيوليت بين
فيوليت بين (بالإنجليزية: Violett Beane)‏ (ولدت في 18 مايو 1996) ممثلة تلفزيونية أمريكية، اشتهرت بدورها في دور جيسي كويك على قناة ذا سي دبليو البرق.وكذلك ماركي كاميرون في فيلم الرعب حقيقة أم جرأة عام 2018 . لعبت دور كارا بلوم من عام 2018 إلى عام 2020، في المسلسل التلفزيوني صادقني الرب على شبكة سي بي إس.

## نشأتها
ولدت فيوليت في 18 مايو 1996 في سانت بطرسبرغ، فلوريدا. في العاشرة من عمرها انتقلت العائلة إلى أوستن، تكساس، حيث نشأت والتي تعتبرها مسقط رأسها. بعد انتقاله إلى أوستن، وقعت بين في حب التمثيل ودرست الدراما طوال المدرسة المتوسطة والثانوية. أكملت دراستها في مدرسة ويستورد الثانوية في أوستن، تكساس. على الرغم من أن بين كانت تشعر دائمًا أن المقصود منها هو الأداء، إلا أنها لم تركز على التمثيل بشكل احترافي حتى السنة الأخيرة من دراستها الثانوية ووجدت وكيلًا في أوستن.

## روابط خارجية
- فيوليت بين على موقع IMDb (الإنجليزية)
- فيوليت بين على موقع روتن توميتوز (الإنجليزية)
- فيوليت بين على موقع ألو سيني (الفرنسية)
- فيوليت بين على موقع ميوزك برينز (الإنجليزية)
- فيوليت بين على موقع قاعدة بيانات الفيلم (الإنجليزية)